# Arthur Lyon Bowley
Sir Arthur Lyon Bowley CBE (* 6. November 1869 in Bristol; † 21. Januar 1957 in Haslemere) war ein britischer Statistiker, Ökonom und Hochschullehrer.

## Leben und Wirken
Arthur Lyon Bowley studierte Mathematik an der University of Cambridge (Trinity College). Bereits während seines Studiums wandte er sich, beeinflusst durch Alfred Marshall, der Wirtschaftsstatistik zu. Nach seinem Studium war er zunächst von 1893 bis 1899 als Mathematiklehrer an einer Schule in Leatherhead tätig. Bereits seit 1895 lehrte er (zunächst in Teilzeit) als Dozent an der neugegründeten London School of Economics and Political Science, seit 1915 als Professor für Statistik. Außerdem lehrte er von 1897/98 und 1927/28 am University College London. Von 1907 bis 1913 wirkte er zusätzlich als Professor für Mathematik und Wirtschaftswissenschaft an der University of Reading.
In seinen Veröffentlichungen widmete er sich neben der allgemeinen Wirtschaftsstatistik vor allem Fragen des Volkseinkommens in Großbritannien sowie der Preis- und Lohnentwicklung und der Armut.
Bowley erfuhr mehrere Ehrungen. So wurde er 1922 Mitglied der British Academy, 1932 Mitglied der American Academy of Arts and Sciences, 1937 Commander des Order of the British Empire und im Jahre 1950 wurde er zum Knight Bachelor (Sir) geschlagen.

## Veröffentlichungen (Auswahl)
- A short account of England's foreign trade in the nineteenth century. Its economic and social results. Sonnenschein, London 1893.
- Wages in the United Kingdom in the nineteenth century. Notes for the use of students of social and economic questions. Cambridge University Press, Cambridge 1900.
- An elementary manual of statistics. MacDonald and Evans, London 1910.
- The effect of the war on the external trade of the United Kingdom. An analysis of the monthly statistics 1906–1914. Cambridge University Press, Cambridge 1915.
- (mit Alexander Robert Burnett-Hurst): Livelihood and poverty. Bell, London 1915.
- The division of the product of industry. An analysis of national income before the war. Clarendon Press, Oxford 1919.
- The change in the distribution of the national income 1880–1913. Clarendon Press, Oxford 1920.
- Prices and wages in the United Kingdom 1914–1920. Clarendon Press, Oxford 1922.
- The mathematical groundwork of economics. An introductory treatise. Clarendon Press, Oxford 1924 (dt. Übers. u.d.T.: Grundzüge der mathematischen Ökonomik. Buske, Leipzig 1934).
- (mit Margaret H. Hogg): Has poverty diminished? A sequel to "livelihood and poverty". King, London 1925.
- (mit Josiah Stamp): The national income 1924. A comparative study of the income of the United Kingdom 1911 and 1924. Clarendon Press, Oxford 1927.
- F. Y. Edgeworth's Contributions to mathematical statistics. Royal Statistical Society, London 1928.
- (mit Roy G. D. Allen): Family expenditure. A study of its variation. P. S. King & Son, London 1935.
- Wages and income in the United Kingdom since 1860. Cambridge University Press, Cambridge 1937.
- Three studies on the national income. London School of Economics and Political Science, London 1938.
- Elements of statistics. 6. Aufl. Staples Press, London 1948.